# Abaokoro Village
Abaokoro Village är en ort i Kiribati.   Den ligger i örådet Tarawa och ögruppen Gilbertöarna, i den centrala delen av landet, 19 km norr om huvudstaden Tarawa. Abaokoro Village ligger 14 meter över havet och antalet invånare är 294. Den ligger på ön Notoue.
Terrängen runt Abaokoro Village är mycket platt.  Närmaste större samhälle är Tarawa, 19,3 km söder om Abaokoro Village. 